# Der Gejagte (Roman)
Der Gejagte ist ein 2004 erschienener historisch-phantastischer Roman von Wolfgang Hohlbein und der siebente Band der Chronik der Unsterblichen. Die Geschichte um zwei Vampyre auf der Suche nach dem Geheimnis ihrer Herkunft spielt während der Belagerung von Malta im Jahr 1565.

## Handlung
Nach viel zu vielen Jahrzehnten des Leids und des Tötens haben sich die Vampyre Andrej Delãny und Abu Dun auf der Insel Malta niedergelassen. Andrej ist mittlerweile offiziell ein Ritter des Malteserordens, während sein nubischer Gefährte in der jungen Witwe Julia und ihrem abenteuerlustigen Sohn Pedro eine Familie gefunden hat. Als jedoch die Osmanen einen Angriff auf die Insel vorbereiten, werden die beiden Vampyre vom Großmeister Jean Parisot de la Valette nach Konstantinopel geschickt, um die gewaltige Belagerungsflotte auszuspionieren. Dies gelingt ihnen auch, aber auf dem Rückzug werden sie von einem anderen Vampyr, der offenbar für die Türken arbeitet, enttarnt und müssen mit letzter Kraft über das Meer fliehen.
Zurück auf Malta hat Andrej nur schlechte Nachrichten zu überbringen: Die Invasionsflotte ist viel größer als erwartet und mit Kanonen und Unmengen von Schießpulver ausgestattet. Und während la Valette die Verteidigung der Insel organisiert, stellen Andrej und Abu Dun entsetzt fest, dass der Vampyr aus Konstantinopel ihnen gefolgt ist …

## Hintergrund
Mit Jean Parisot de la Valette tritt erneut eine historische Persönlichkeit des 16. Jahrhunderts in der Chronik der Unsterblichen auf. Dem Großmeister der Malteser wird allgemein zugeschrieben, Malta und damit vielleicht ganz Europa vor dem Vormarsch der Osmanen bewahrt zu haben. Die heutige Hauptstadt Valletta ist nach ihm benannt.
Neben la Valette ist auch der im Buch erwähnte Sir Oliver Starkey eine historisch verbürgte Persönlichkeit; er war der letzte englischsprachige Malteserritter und der einzige, der in der Krypta der St. John’s Co-Kathedrale in Valletta begraben wurde, ohne je Großmeister des Ordens gewesen zu sein.

## Ausgaben
- Wolfgang Hohlbein: Der Gejagte, vgs 2004, ISBN 3-8025-3459-X
- Wolfgang Hohlbein: Der Gejagte, Ullstein 2004, ISBN 3-548-26392-5